# Sangtraït
Sangtraït est un groupe de hard rock et heavy metal espagnol, originaire de La Jonquera, dans la province de Gérone, en Catalogne. Leur style musical se caractérise par des réminiscences fantastiques et médiévales. Très différent des autres groupes de sa génération, il est parvenu à une grande popularité à la fin des années 1980 et pendant la décennie des années 1990, grâce à des chansons comme El vol de l'home ocell, Somnis entre boires ou Els senyors de les pedres. Le groupe se sépare le 20 décembre 2001 après un concert d'adieux à la salle Razzmatazz, ancienne Sala Zeleste, de Barcelone.

## Biographie

### 1982–1992
Sangtraït est formé en 1982.
L'année 1988 marque la sortie du premier album de Sangtraït. Lupe et Martin envoient une démo deux trois titres au label Picap  ; la démo contient les chansons Els senyors de les pedres, El vol de l'home ocell et Buscant una dona. L'insistance de Lupe fait Doval Joan Carles, directeur de Picap, écouter la bande. Sous l'insistance de Lupe, le directeur de Picap, Joan Carles Doval, écoute leur démo. Il accepte alors de les signer à condition qu'ils payent l'enregistrement de leur premier album. Ils enregistrent alors Els senyors de les pedres, qui est un succès commercial. Picap décide de publier un deuxième album du groupe.
En 1990 sort leur deuxième album, Terra de vents. Des chansons comme Sang en el fang, Inqui-missió ou Terra de vents les propulsent dans toute la Catalogne. Le groupe effectue leur premier concert le 17 mai 1990 à Barcelone, au Studio 54.
Au début de 1991, Sangtraït revient en studio pour enregistrer leur troisième album à succès L'últim Segell aux studios Aurha ; il se vend à 90 000 exemplaires, et le groupe joue plus de 120 concerts dans toute la Catalogne. L'un de leurs plus grands concerts se déroule énorme concert au Palau Sant Jordi de Barcelone, le 14 juin 1991. Aux côtés de Sopa de Cabra, Sau et Els Pets, ils jouent devant 22 104 spectateurs. Ce concert est enregistré et publié sur un disque intitulé Sangtraït al Palau Sant Jordi en 1992.

### 1993–2001
Après leur concert au Palau Sant Jordi, Sangtraït fait face à une année d'accalmie et ne publie aucun nouvel album avant 1993. Son cinquième album, intitulé Contes i llegendes, fait participer Jordi Armengol et Lluís Llach, notamment sur la chanson Freddie Memorium, dédiée à Freddie Mercury. Cette année, le groupe joue, à l'émission de télévision locale Sputnik, les chansons No et vull fer mal et Tentando a la suerte, ainsi que El vol de l'home ocell avec Marc González au chant. 1994 est une mauvaise année aussi bien pour Sangtraït que pour les autres groupes de rock catalan, le mouvement faisant face à un déclin significatif. Ils n'enregistrent aucun album à cette période, mais participent à la célébration du vingtième anniversaire de la Companyia Elèctrica Dharma, en jouant la chanson Ciutats!. Cette année, ils jouent également à Madrid.
En 1995, ils enregistrent l'album Eclipsi aux studios Aurha. Un peu plus mélancolique que le précédent opus, il reflète la crise du mouvement rock catalan. Il note l'intention de quitter les thèmes médiévaux. À la fin de 1996, le groupe part aux studios du label Ariadna Recordings pour enregistrer son septième album, Noctámbulus, dont la couverture représentant un ange embrassant un démon fait polémique. Cette même année, le site web du groupe est mis en ligne par le guitariste Josep Maria Corominas. En 1997, le groupe sort une reprise de la chanson Burning Love d'Elvis Presley, publiée sur la compilation Tributo al Rey. Par la suite, Sangtraït disparaît de la scène musicale jusqu'au printemps 1999, lorsqu'ils participent à un concert en hommage à Carles Sabater au Palau Sant Jordi de Barcelone, durant lequel ils reprennent la chanson Es inútil continuar. Également au cours de ces mois, ils entrent aux studios de Music Lan pour enregistrer l'album L'altre cantó del mirall, dont le single El bosc de formigó.
En 2013, Ivan Allué publie la biographie complète du groupe, sous le titre de Sangtraït, Vint Anys Emprenyant Els Veïns.

## Membres

### 1982–1984
- Marc Gonzàlez - chant
- Quim Mandado - basse
- Josep M. Corominas - guitare
- Lupe Villar - guitare
- Papa Juls - harmonica
- Victor Rodríguez - batterie

### 1985–1988
- Marc Gonzàlez - chant
- Quim Mandado - basse
- Josep M. Corominas - guitare
- Lupe Villar - guitare
- Papa Juls - harmonica
- Martín Rodríguez - batterie

### 1988–2001
- Quim Mandado - chant, basse, clavier
- Josep M. Corominas - guitare
- Lupe Villar - guitare
- Papa Juls - harmonica, saxophone
- Martín Rodríguez - batterie

## Discographie

### Albums studio
- 1988 : Els Senyors de les Pedres
- 1990 : Terra de Vents
- 1991 : L'Últim Segell
- 1993 : Contes i Llegendes
- 1995 : Eclipsi
- 1996 : Noctàmbulus
- 1999 : L'Altre Cantó del Mirall

### Albums live
- 1992 : Al Palau Sant Jordi (Live)
- 2002 : L'Últim Concert

### Compilations
- 2003 : Entre amics
- 2005 : Crits de Silenci

### DVD
- 2002 : Vídeos, Concerts i Rock n' Roll
- 2008 : La Gran Nit Del Sant Jordi - 14 de juny de 1991 Distribué gratuïtement avec la revue Enderrock, núméro 150 (avril 2008)

### Autres enregistrements
- 1988 : Neu (ballade chantée par Lupe Villar sur la compilation Tocats del Nadal.
- 1994 : Ciutats! (participation au disque de la Companyia Elèctrica Dharma 20 anys, enregistré en public au Palau Sant Jordi).
- 1997 : Foc d'amor (reprise en langue catalane de la chanson Burning Love d'Elvis Presley pour la compilation Tributo al Rey).
- És inútil continuar (reprise de la chanson de Sau à l'occasion du concert hommage à Carles Sabater, le 27 avril 1999, sur le disque Concert Homenatge a Carles Sabater).